# Municipio de Quincy (condado de Houghton)
El municipio de Quincy (en inglés: Quincy Township) es un municipio ubicado en el condado de Houghton en el estado estadounidense de Míchigan. En el año 2010 tenía una población de 270 habitantes y una densidad poblacional de 27,27 personas por km².

## Geografía
El municipio de Quincy se encuentra ubicado en las coordenadas 47°9′19″N 88°35′41″O / 47.15528, -88.59472. Según la Oficina del Censo de los Estados Unidos, el municipio tiene una superficie total de 9.9 km², de la cual 9,9 km² corresponden a tierra firme y (0 %) 0 km² es agua.

## Demografía
Según el censo de 2010, había 270 personas residiendo en el municipio de Quincy. La densidad de población era de 27,27 hab./km². De los 270 habitantes, el municipio de Quincy estaba compuesto por el 99,26 % blancos, el 0,37 % eran afroamericanos, el 0,37 % eran isleños del Pacífico. Del total de la población el 0,74 % eran hispanos o latinos de cualquier raza.